# 段世
段世（?—?），又名段信苴世，段宝之弟、段明之叔，《明史·云南土司传》作段宝之子、段明兄弟。元朝辖下的末代世袭大理（今云南大理市）总管。
段宝卒后，段世继任平章，段明受明太祖封为宣慰使。1381年（明洪武十四年）秋，明将傅友德、蓝玉和沐英等奉命征云南，击败梁王。征南左将军蓝玉、右将军沐英率师攻大理，遣使招降。段明、段世致书傅友德，请依唐宋故事，奉正朔，定朝贡，以为外藩，想要继续割据大理，明军拒绝，限期投降。十二月，段明去世之后，段世权任总管事。凭上关和下关之险，列兵五万扼守下关，对抗明军。十五年（1382年）春，击败沐英在下关的进攻。明军夹攻，大理兵败，段世与段明二子苴仁、苴义被明军所擒。十六年，段世被带到南京。因先世段宝曾上有降表，故获明太祖朱元璋赦免。长子苴仁赐名归仁，授永昌卫（治今甘肃省永昌县，一作武昌卫）镇抚；次子苴义赐名归义，授雁门镇抚。
诸史籍对段明、段世的记载多相混杂。方慧《元代大理段氏总管世次年历考略》根据《滇载记》，认为段明就是大理的末代总管，并无段世一代，段世是段氏之讹传。